# 華潤物流
華潤物流(集團)有限公司（简称華潤物流），華潤集團旗下華潤創業附屬公司，总部位于香港大角咀西潤發大廈，是在2002年成立，當時由华夏企业有限公司、华润运输仓储有限公司、华夏航业有限公司、捷胜货运有限公司，以及和华夏企业(集团)有限公司合併成立。旗下企業包括華潤物流(百適企業)有限公司。
其主要業務在香港和內地提供倉儲配送中心管理、供應鏈管理、貨運、貨櫃中流作業服務、經營綜合物流服務、貨倉、貨運、快速消費品及工業產品的分銷和物流管理服務。現任董事长及總經理張廣齡。
2016年6月，華潤物流以37.5 億港元向新創建收購新創建葵涌物流中心。新創建葵涌物流中心其後易名為華潤國際物流中心。
2020年7月，華潤物流向鄧成波家族洽購粉嶺樂業路17號開達工業中心全幢物業，樓面面積約20.2萬平方呎。開達工業中心其後易名為華潤物流開達中心。
2021年，華潤物流以近30億港元向鄧成波家族購入屯門東亞紗廠工業大廈第一期及粉嶺勉勵龍中心。屯門東亞紗廠工業大廈第一期及粉嶺勉勵龍中心其後分別易名為華潤物流東亞工業大廈及華潤物流潤聲中心。
2022年5月，華潤物流以46.2億港元向嘉里建設收購分別位於香港柴灣嘉業街50號及沙田山尾街36-42號的兩個貨倉。同年10月，華潤物流再以約16億港元向嘉里建設買入嘉里貨倉（上水）全幢工廈。2023年，華潤物流再向嘉里建設買入粉嶺安樂門街39號粉嶺貨倉。